# Robot dreams
Robot Dreams és una pel·lícula de tragicomèdia animada hispano-francesa del 2023 escrita i dirigida per Pablo Berger. Está basada en el còmic del mateix nom de Sara Varon. Tracta de la inseparable amistat entre un gos i un robot al Manhattan, Nova York dels anys 1980.
Robot Dreams es va estrenar al 76è Festival Internacional de Cinema de Canes el 21 de maig de 2023, en la secció de Projeccions Especials. Va rebre el premi a la Millor Pel·lícula en la secció Contrechamp del Festival de Cinema d'Animació d'Annecy.

## Argument
DOG és un gos solitari que viu a Manhattan. Un dia decideix construir-se un robot, un amic. La seva amistat creix, fins a fer-se inseparables, al ritme del Nova York dels vuitanta. Una nit d'estiu, Dog amb gran pena, es veu obligat a abandonar a ROBOT a la platja. Tornaran a trobar-se?

## Producció
Robot Dreams és una coproducció hispà-francesa, les productores són Arcadia Motion Pictures(Barcelona) i Noodles Production(París). El procés d'animació es va iniciar a mitjan juny de 2021 a Madrid per després traslladar-se als estudis Iruñea.

## Estrena

### Festivals
Robot Dreams a tenir la seva estrena mundial el 21 de maig de 2023, en la secció de Projeccions Especials del 76è Festival Internacional de Cinema de Canes, després es va projectar el 12 de juny de 2023, l Festival de Cinema d'Animació d'Annecy el 23 de juliol 2023, sl Festival Internacional de Cinems de Nova Zelanda i el 14 d’agost de 2023, al 29è Festival de Cinema de Sarajevo. Es va projectar el 7 de setembre de 2023 al 48è Festival Internacional de Cinema de Toronto i l’octubre de 2023 al LVI Festival Internacional de Cinema Fantàstic de Catalunya, al Festival de Cinema de Londres i al 36è Festival Internacional de Cinema de Tòquio.

### Cinemes
La seva estrena comercial està previst per al 6 de desembre de 2023 en sales espanyoles i després es va expandir al mercat francès el 27 de desembre de 2023. Neon va adquirir els drets de distribució per estrenar-se a territori estatunidenc.

## Recepció

### Recepció de la crítica
Al lloc web agregador de ressenyes Rotten Tomatoes, el 100% de les ressenyes de 15 crítics són positives, amb una qualificació mitjana de 8,0/10.
Paula Arantzazu de Cinemanía va puntuar la pel·lícula amb 5 sobre 5 estrelles, considerant [la relació entre] DOG i ROBOT com la "més sorprenent i bonica" amistat de l'any".

### Llistes Top ten
La pel·lícula va aparèixer a les deu millors llistes de la crítica de les millors pel·lícules espanyoles del 2023:
- 4a — El Periódico de Catalunya (crítics)[25]
- 5a — El Español (Series & Más consens)[26]
- 6a — El Cultural (crítics)[27]
- 6a — El Mundo (Luis Martínez)[28]
- 7a — Mondosonoro (consens)[29]

## Reconeixements
| Any  | Premi / Festival                                            | Categoria                                                          | Receptor(s)                                                                | Resultat  | Ref.   |
| ---- | ----------------------------------------------------------- | ------------------------------------------------------------------ | -------------------------------------------------------------------------- | --------- | ------ |
| 2023 | Festival de Cinema d'Animació d'Annecy                      | Premi Contrechamp - Millor Pel·lícula                              | Robot Dreams                                                               | Guanyador | [ 30 ] |
| 2023 | LVI Festival Internacional de Cinema Fantàstic de Catalunya | Millor pel·lícula                                                  | Robot Dreams                                                               | Nominat   | [ 31 ] |
| 2023 | LVI Festival Internacional de Cinema Fantàstic de Catalunya | Premi del públic a la Millor pel·lícula en la SOFC                 | Robot Dreams                                                               | Guanyador | [ 31 ] |
| 2023 | 36ns Premis del Cinema Europeu                              | Premi del Cinema Europeu a la millor pel·lícula europea d'animació | Robot Dreams                                                               | Guanyador | [ 32 ] |
| 2023 | 32º Philadelphia Film Festival                              | Menció d’honor millor pel·lícula                                   | Robot Dreams                                                               | Guanyador | [ 33 ] |
| 2023 | Festival Cinekid                                            | Millor pel·lícula infantil                                         | Robot Dreams                                                               | Nominat   | [ 34 ] |
| 2023 | Animation Is Film Festival 2023                             | Premi Especial del Jurat                                           | Robot Dreams                                                               | Guanyador | [ 35 ] |
| 2023 | Octopus Film Festival 2023                                  | Premi del Públic a millor pel·lícula                               | Robot Dreams                                                               | Guanyador | [ 36 ] |
| 2023 | Bucheon International Animation Film Festival 2023          | Premi del Públic a millor pel·lícula                               | Robot Dreams                                                               | Guanyador | [ 37 ] |
| 2023 | Premis Forqué                                               | Millor llargmetratge d’animació                                    | Robot Dreams                                                               | Guanyador | [ 38 ] |
| 2024 | XXXVIII Premis Goya                                         | Millor pel·lícula d'animació                                       | Ángel Durández, Ibon Cormenzana, Ignasi Estapé, Pablo Berger, Sandra Tapia | Guanyador | [ 39 ] |
| 2024 | XXXVIII Premis Goya                                         | Millor guió adaptat                                                | Pablo Berger                                                               | Guanyador | [ 39 ] |
| 2024 | XXXVIII Premis Goya                                         | Millor música original                                             | Alfonso de Vilallonga                                                      | Nominat   | [ 39 ] |
| 2024 | XXXVIII Premis Goya                                         | Millor muntatge                                                    | Fernando Franco                                                            | Nominat   | [ 39 ] |
| 2024 | Oscar                                                       | Millor pel·lícula animada                                          | Robot Dreams                                                               | Nominat   | [ 40 ] |
| 2024 | Quirino                                                     | Millor pel·lícula animada                                          | Robot Dreams                                                               | Guanyador | [ 41 ] |
| 2024 | Quirino                                                     | Millor disseny de so i música original                             | Robot Dreams                                                               | Guanyador | [ 41 ] |